# S Cephei
S Cephei är en förmörkelsevariabel av Mira Ceti-typ  i stjärnbilden Cepheus. 
Stjärnan varierar mellan magnitud +7,4 och 12,9 med en period av 486,84 dygn.